# ESP8266
ESP8266 — микроконтроллер (SoC) китайского производителя Espressif Systems с интерфейсом Wi-Fi. Помимо Wi-Fi, микроконтроллер отличается отсутствием флеш-памяти на кристалле, программы пользователя исполняются из внешней флеш-памяти с интерфейсом SPI.
Микроконтроллер привлёк внимание в 2014 году в связи с выходом первых продуктов на его базе по необыкновенно низкой цене.
Весной 2016 года началось производство ESP8285, совмещающей ESP8266 и флеш-память на 1 МБайт.
Осенью 2015 года Espressif Systems представила развитие линейки — микросхему ESP32 и модули на её основе.

## Микроконтроллер
- 80 MHz 32-bit процессор Tensilica[англ.] Xtensa L106. Возможен негарантированный разгон до 160 МГц.
- IEEE 802.11 b/g/n Wi-Fi. Поддерживается WEP и WPA/WPA2.
- 14 портов ввода-вывода (из них возможно использовать 11), SPI, I²S, UART, 10-bit АЦП. I²C возможен только через bit-banging.
- Питание 2,2…3,6 В. Потребление — до 215 мА в режиме передачи, 100 мА — в режиме приема, 70 мА — в режиме ожидания. Поддерживаются три режима пониженного потребления, все без сохранения соединения с точкой доступа: Modem sleep (15 мА), Light sleep (0.4 мА), Deep sleep (15 мкА)[3].

Микроконтроллер не имеет на кристалле пользовательской энергонезависимой памяти. Исполнение программы ведётся из внешней SPI ПЗУ путём динамической подгрузки требуемых участков программы в кеш инструкций. Подгрузка идёт аппаратно, прозрачно для программиста. Поддерживается до 16 МБ внешней памяти программ. Возможен Standard, Dual или Quad SPI интерфейс.
Производитель не предоставляет документации на внутреннюю периферию микроконтроллера. Вместо этого он даёт набор библиотек, через API которых программист получает доступ к периферии. Поскольку эти библиотеки интенсивно используют ОЗУ контроллера, то производитель в документах не указывает точное количество ОЗУ на кристалле, а только приблизительную оценку того количества ОЗУ, что останется пользователю после сборки всех библиотек — порядка 50 кБ. По результатам исследования библиотеки ESP8266, предположительно он содержит 32 кБ кэша инструкций и 80 кБ ОЗУ данных.
Электрические параметры, цоколёвки, схемы включения можно найти в документах «0A-ESP8266EX__Datasheet» и «0B-ESP8266__System_Description» из Espressif SDK.
Источник исполняемой программы ESP8266 задаётся состоянием портов GPIO0, GPIO2 и GPIO15 в момент окончания сигнала Reset (то есть подачи питания). Наиболее интересны 2 режима:
- исполнение кода из UART (GPIO0 = 0, GPIO2 = 1 и GPIO15 = 0) - используется для перепрошивки подключённой флеш-памяти
- исполнение кода из внешней ПЗУ (GPIO0 = 1, GPIO2 = 1 и GPIO15 = 0) - используется как штатный режим работы

### ESP8285
Весной 2016 года Espressif Systems запустила массовое производство микросхемы ESP8285. Теперь в одной микросхеме находится как SoC ESP8266, так и 1 МБайт флеш-памяти. Документацию на микросхему можно найти в документе «0A-ESP8285__Datasheet».

### ESP32
Основная статья ESP32
Осенью 2015 года Espressif Systems представила развитие линейки — микросхему ESP32. В начале 2016 года инженерные образцы нового кристалла стали доступны партнерам компании для тестирования, в сентябре 2016 года ESP32 стал доступен как полноценный продукт.
- Двухъядерный 32-бит Tensilica Xtensa® LX6 с FPU и MAC. 240 МГц (600 DMIPS).
- 448 кБайт ПЗУ, 520 кБайт ОЗУ. Внешние ОЗУ/ПЗУ на SPI интерфейсе, до 4*16 МБайт. Внешняя память может быть криптографически защищена.
- Питание 2,2…3,6 В.
- Wifi 802.11, Bluetooth v4.2 (в том числе Low Energy).
- Увеличенное количество портов и периферии: ADC, DAC, 4 SPI, 2 I2S, 2 I2C, 3 UART, CAN. Интерфейс SD карт (как мастер так и слейв). Ethernet MAC.
- Корпус QFN-48.

## Средства разработки
Программные средства разработки состоят из:
- Компилятора. Компилятор для Xtensa LX106 входит в пакет компиляторов GNU Compiler Collection. Компилятор имеет открытые исходные тексты. В разных SDK могут содержаться разные сборки этого компилятора, немного отличающиеся поддерживаемыми опциями.
- Библиотек для работы с периферией контроллера, стеков протоколов WiFi, TCP/IP.
- Средств загрузки исполняемого файла в память программ микроконтроллера.
- Опциональной IDE.

Espressif Systems свободно распространяет свой комплект разработчика. В этот комплект входит компилятор GCC, библиотеки Espressif и загрузочная утилита XTCOM. Библиотеки поставляются в виде скомпилированных библиотек, без исходных текстов. Espressif поддерживает две версии SDK: одна на основе RTOS, другая на основе обратных вызовов (callback).
Помимо официальной SDK существует ряд проектов альтернативных SDK. Эти SDK используют библиотеки Espressif Systems или предлагают собственный эквивалент библиотек Espressif Systems, полученный методами реверсинжиниринга.
- «esp-open-sdk». Улучшенная версия SDK от Espressif. Содержит GCC компилятор и некоторые библиотеки Espressif Systems. Только Линукс.
- «Unofficial Development Kit» Михаила Григорьева. В комплект входит Windows-инсталлятор, компилятор GCC собственной сборки с интеграцией с графической IDE Eclipse, актуальные комплекты библиотек и документации Espressif, некоторые утилиты. Имеется русскоязычный форум.
- «Arduino IDE for ESP8266» — дополнение к IDE Arduino, позволяющее программировать ESP8266 так же легко как любые другие модули Ардуино. При этом доступна сетевая функциональность ESP8266. Компилятор GCC, загрузчик прошивки ESPTool. Подробное русскоязычное описание процесса установки и доступного API здесь, пример работы здесь.
- «GNU toolchain for esp8266». Имеет возможность интеграции в Visual Studio.
- «ESP8266 GCC Toolchain» Макса Филиппова.
- «Sming»[9] — проект добавления Arduino совместимых библиотек поверх стандартных библиотек Espressif, но без среды Ардуино.

### Прошивки
Чтобы упростить использование микроконтроллера в типовых проектах возможно использование готовых бинарных файлов, пригодных к прямой заливке в ПЗУ модулей (так называемых прошивок). Готовые прошивки можно разделить на несколько групп согласно концепции их использования:
- Прошивки для работы под управлением внешнего контроллера. В этих прошивках реализовано задание параметров работы через внешний контроллер UART. К таким прошивкам относится:
  - Прошивка с управлением AT-командами из SDK Espressif[4]. Там же можно найти документы «4A-ESP8266__AT Instruction Set» и «4B-ESP8266__AT Command Examples». Русскоязычный справочник по AT командам здесь. Также существует утилита, позволяющая сконфигурировать модуль без знания AT команд.
- Прошивки с встроенными интерпретаторами разнообразных языков высокого уровня. Эти прошивки позволяют подгружать через UART и исполнять скрипты разработчика устройства.
  - NodeMCU[англ.] — проект на основе скриптового языка Lua[10]. Прошивка умеет исполнять Lua-скрипты как из UART (аналогично AT-командам) так и из внутренней flash памяти. Для загрузки скриптов в flash память поддерживается файловая система. Со стороны Wi-Fi имеются встроенные MQTT протокол и HTTP сервер. Встроена графическая оболочка, что позволяет подключать к ESP8266 графические индикаторы. Краткий русскоязычный обзор можно найти здесь и здесь. Русскоязычное описание API языка здесь. Официальная документация здесь. Есть живые русскоязычный и англоязычный форумы. В интернет-магазинах популярны недорогие модули с прошивкой NodeMCU.
  - Espruino — проект на основе скриптового языка JavaScript. Имеется графическая оболочка (IDE) для работы с исходными текстами скриптов и закачки их в модули. Исходники, прошивки, документы и инструментарий здесь. Русскоязычный обзор здесь. Англоязычный форум здесь.
  - ESP8266 BASIC — проект на основе скриптового языка Basic. Проект отличает возможность редактирования и запуска скриптов через браузер, через HTML страничку ESP8266. Также проект поддерживает свою графическую утилиту для прошивки флеш-памяти. Поддерживаются модули с 512 кБ, 1, 2 или 4 МБ памяти.
  - Smart.js — проект на основе скриптового языка JavaScript. Русскоязычный обзор здесь.
  - NodeLUA — проект на основе скриптового языка Lua.
  - ZBasic — проект на основе скриптового языка Basic.
  - esp-lisp — вялотекущий проект на основе скриптового языка Лисп.
  - MicroPython — проект на основе скриптового языка MicroPython.
- Прошивки для интернета вещей. Этот класс прошивок позволяет с одной стороны подключить к ESP8266 набор датчиков и исполнительных устройств, а с другой стороны предоставляет необходимую сетевую функциональность для работы в инфраструктуре Internet of Things.
  - ESP Easy[англ.][11] — прошивка для домашней автоматизации. Выполнена как скетч Arduino. Поддерживает множество датчиков и исполнительных устройств, поддержка которых есть в Arduino (например, датчики температуры, влажности, освещённости, дисплеи, реле и т. п.). Есть клиент MQTT. Документация здесь.
  - WiFi-IoT.ru — онлайн конструктор IoT-прошивок для ESP8266 от Максима Миклина для проекта домашней автоматизации homes-smart.ru. Позволяет прямо на сайте создать прошивку ESP8266 для работы с одной из множества поддерживаемых IoT систем верхнего уровня. Вариант требуемой прошивки создаётся путём выбора опций конфигурации. Проект коммерческий, но есть бесплатные ограниченные возможности.
  - BOLT IOT Platform[англ.][12] — полностью коммерческий индийский проект, доступный пока только на рынке Индии. Интересен тем что программируется в стиле HTML кода, который разработчик может набрать прямо на HTML страничке своего устройства. Есть приложения для Android и iOS.
- Прошивки для популярного применения переходника UART-WiFi.
  - Проект библиотек HTTP сервера с файловой системой для ESP8266[13]. Реализована настройка WiFi параметров через HTML интерфейс. На основе библиотеки создан проект TCP2UART переходника[14].
  - ESP8266-transparent-bridge — проект прозрачного переходника TCP-UART.

### Начальная загрузка и обновление прошивки
Источник исполняемой программы ESP8266 задаётся состоянием портов GPIO0, GPIO2 и GPIO15 в момент окончания сигнала Reset (то есть подачи питания). Наиболее интересны два режима: исполнение кода из UART (GPIO0 = 0, GPIO2 = 1, GPIO15 = 0) и из внешней ПЗУ (GPIO0 = 1, GPIO2 = 1, GPIO15 = 0). Режим исполнения кода из UART используется для перепрошивки флеш-памяти, а второй режим штатный рабочий.
Для управления процессом обновления прошивки имеется множество утилит:
- XTCOM — консольная утилита из Espressif SDK[4]. Подробное русскоязычное описание утилиты XTCOM здесь.
- NodeMCU-Flasher — оконная утилита под Win.
- esptool_ck — консольная утилита, написанная на Си. Есть сборки Win и Linux. Поддерживает также ESP32.
- esp_tool — консольная утилита, написанная на C++. Есть сборки Win и Linux.
- esptool.py — консольная утилита, написанная на Python.

Внешняя SPI flash должна иметь определённый заголовок для корректного исполнения кода. Структура заголовка указана в документации к утилите XTCOM. На русском есть здесь. Загрузочные утилиты обычно умеют добавлять его к прошивке.

#### Обновление через Wi-Fi
Предусмотрена возможность обновить прошивку работающего устройства через Wi-Fi. Для этого разделяют флеш-память программ на несколько частей. Одна отводится менеджеру прошивок, две другие под пользовательскую программу. Когда хотят обновить прошивку, новый образ загружают в свободную часть флеш-памяти. После тщательной проверки целостности вновь загруженного образа менеджер прошивок переключает флажок, после чего участок памяти со старой прошивкой освобождается, а исполнение кода идёт из нового участка. Соответственно в следующий раз обновление будет загружаться в свободный участок памяти. Подробности в документе «99C-ESP8266__OTA_Upgrade» из Espressif SDK.

### Утилиты
- ESPlorer — IDE для ESP8266. Содержит редактор и средства связи с модулем. Позволяет подгружать скрипты в проекте NodeMCU.

## Сетевая инфраструктура
Типовое применение ESP8266 как аппаратной основы Internet of Things чаще всего подразумевает установку в домах или офисах. При этом сетевое подключение осуществляется к домашней/офисной локальной сети с выходом в интернет через роутер. Пользователь устройства может контролировать его с помощью планшета или компьютера через свою локальную сеть либо удалённо, через Интернет.

### Wi-Fi
ESP8266 может работать как в роли точки доступа, так и оконечной станции. При нормальной работе в локальной сети ESP8266 конфигурируется в режим оконечной станции. Для этого устройству необходимо задать SSID Wi-Fi сети и, в закрытых сетях, пароль доступа. Для первоначального конфигурирования этих параметров удобен режим точки доступа. В режиме точки доступа устройство видно при стандартном поиске сетей в планшетах и компьютерах. Остаётся подключиться к устройству, открыть HTML-страничку конфигурирования и задать сетевые параметры, после чего устройство штатно подключится к локальной сети в режиме оконечной станции.
В случае исключительно местного использования возможно всегда оставлять устройство в режиме точки доступа, что снижает необходимые усилия пользователя по его настройке.

### Локальная сеть
После подключения к Wi-Fi сети устройство должно получить IP-параметры локальной сети. Эти параметры можно задать вручную вместе с параметрами Wi-Fi либо активизировать какие-либо сервисы автоматического конфигурирования IP-параметров (например, DHCP).
После настройки IP параметров обращение к серверу устройства в локальной сети обычно осуществляется по его IP-адресу, сетевому имени (в случае, если имена поддержаны какой-либо технологией, например, NBNS) или сервису (в случае, если поддержан автоматический поиск сервисов, например, через протокол SSDP).

### Интернет
Зачастую доступ к устройству требуется из Интернета. Например пользователь с мобильного телефона удалённо проверяет состояние своего «умного дома», обращаясь напрямую к устройству. В этом случае устройство работает в режиме сервера, к которому обращается внешний клиент.
Как правило, устройство на основе ESP8266 находится в локальной сети офиса или дома. Выход в Интернет обеспечивает роутер, подключённый с одной стороны к локальной сети, а с другой - к сети провайдера интернета. Провайдер назначает роутеру свой статический или динамический IP-адрес и роутер осуществляет трансляцию адресов локальной сети в сеть провайдера. По умолчанию правила этой трансляции обеспечивают свободную видимость интернет-адресов из локальной сети, но не позволяют обратиться к локальным адресам со стороны Интернета. Есть несколько способов обойти это ограничение.

#### Конфигурирование NAT
Большинство современных роутеров позволяет задать дополнительные правила трансляции сетевых адресов между локальной и глобальной сетями. Как правило, для этого используются технологии Virtual server или DMZ. Обе технологии позволяют обратиться к серверу в локальной сети из глобальной сети, зная лишь IP-адрес, выданный роутеру провайдером. В случае статического IP-адреса роутера это зачастую может быть удовлетворительным решением для ограниченного круга пользователей системы. Однако такой подход не всегда удобен: необходимо вручную конфигурировать роутер и выяснять IP-адрес роутера, который может регулярно меняться. Относительно легко решить проблему неизвестного IP-адреса можно с помощью механизма DDNS.

#### DDNS
Чтобы обратиться к серверу устройства, конечный пользователь должен знать IP-адрес, по которому находится устройство. Однако получить у провайдера Интернета для устройства статический IP-адрес не всегда возможно, да и пользоваться таким адресом неудобно. Для решения этой проблемы были созданы специальные интернет-сервисы под общим наименованием динамический DNS. Эти сервисы работают как специальные серверы с фиксированными именами в интернете. Разработчик заводит на таком сервисе свой аккаунт с уникальным именем. Параметры этого аккаунта он прописывает в устройстве. Устройство в режиме клиента периодически обращается к серверу сервиса, сообщая ему имя своего аккаунта и свой текущий IP-адрес. Конечный пользователь в интернете обращается к этому же сервису и получает от него текущие IP-параметры устройства. В таком случае устройство в сети видно с доменным именем третьего уровня, например esp8266.ddns.org.
Основная проблема DDNS-сервисов - это гарантии существования конкретного сервиса. Как правило, гарантируется только коммерческий сервис, когда за его использование взимается плата.

#### Внешние IoT-сервисы
Чтобы облегчить проблему доступности устройства в Интернете и сделать инсталляцию устройства лёгкой для пользователя, был разработан ряд решений. Механизм этих решений базируется на существовании в Интернете специального сервера, к которому может подключиться как IoT-устройство, так и планшет/компьютер пользователя. При этом устройство работает в режиме клиента, никаких специальных настроек роутера или особых навыков от инсталлятора и пользователя устройства не требуется. Обмен данными с устройством осуществляется при посредничестве этого специального сервиса, параметры которого в устройство должен заложить разработчик. Распространение использования таких сервисов сдерживается необходимостью длительно поддерживать свой сервис в Интернете или пользоваться чужими сервисами с непонятными перспективами длительного существования бесплатных возможностей или регулярной оплатой коммерческих вариантов.

## Internet of Things
Основное применение ESP8266 находит в управлении разнообразными бытовыми приборами через беспроводные сети. Концепцию такого управления часто называют «Internet of Things» (IoT, «интернет вещей»). Верхний уровень IoT представлен разнообразными приложениями под популярные платформы (Android, iOS, Windows, …). Эти приложения позволяют разработчику прибора адаптировать приложение под управление его прибором и передать пользователю готовое решение. Существует несколько популярных реализаций концепции IoT в плане обмена данными по сети:
- HTTP сервер на ESP8266. Контроль и управление устройством ведется через браузер. Тяжеловесное решение, подходит автономным устройствам автоматики.
- AllJoyn[англ.][15] — набирающий популярность открытый IoT протокол крупного альянса производителей цифровой техники «Allseen». Поддержка встроена в Windows 10. На русском можно почитать здесь.
- HTTP запросы с использованием протоколов типа REST, XML-RPC (SOAP). Для этого на ESP8266 запускают упрощённый HTTP сервер, без HTML. Достоинство метода — отсутствие проблем с настройкой файрволов, HTTP обычно открыт всегда.
- MQTT. Это простой протокол поверх TCP/IP. Очень популярное решение. Существует большое количество IoT приложений верхнего уровня для Android, iOS и других платформ, поддерживающих этот протокол.
- SNMP. Расширяемый протокол управления сетевыми устройствами. Основной недостаток в том что в большинстве сетей файрволы блокируют прохождение SNMP.
- ModBus и другие протоколы промышленной автоматизации.

Интересные проекты ПО верхнего уровня с решениями на базе ESP8266:
- Majordomo — русскоязычный открытый проект домашней автоматизации[16].
- Blynk — облачная платформа для IoT, которая имеет приложения для iOS и Android и поддерживает управление микроконтроллерами ESP8266, Arduino, Raspberry Pi, SparkFun и д.р. через Интернет[17][18].
- SUPLA — открытый проект систем автоматизации зданий, использующий ESP8266[19].
- BortX — IOT платформа с открытым доступом для ESP8266[20].

## Модули и отладочные платы
Первыми и наиболее популярными встраиваемыми модулями на базе ESP8266 были изделия китайской компании AI-Thinker. Как правило, эти модули поступают в продажу с прошивками, поддерживающими AT-команды. Однако у компании есть своя прошивка под IoT приложение, некоторые модули могут поставляться с ней. К сожалению, компания поддерживает только китайский язык, что затрудняет использование ее IoT прошивок и Андроид-приложений для любительской автоматизации.
Первоначально модули поставлялись с Flash памятью объёмом 512 кБ. Позже официальные прошивки подросли и перестали помещаться в полмегабайта. Поэтому сегодня большинство модулей поставляется с Flash памятью объёмом 4 МБ.
| Название | Доступные порты | Шаг выводов, мм | Разъем          | Индикация | Антенна                  | Экран | Размеры, мм   | Примечания                                                                              |
| -------- | --------------- | --------------- | --------------- | --------- | ------------------------ | ----- | ------------- | --------------------------------------------------------------------------------------- |
| ESP-01   | 6               | 2,54            | 2×4 DIL         | Да        | PCB trace                | Нет   | 14.3 × 24.8   | GPIO15 (RTS) закорочен на общий, нельзя конфигурировать на выход или Flow control.      |
| ESP-02   | 6               | 2,54            | 2×4 castellated | Нет       | U-FL connector           | Нет   | 14.2 × 14.2   |                                                                                         |
| ESP-03   | 10              | 2,0             | 2×7 castellated | Нет       | Ceramic                  | Нет   | 17.3 × 12.1   |                                                                                         |
| ESP-04   | 10              | 2,0             | 2×4 castellated | Нет       | None                     | Нет   | 14.7 × 12.1   |                                                                                         |
| ESP-05   | 3               | 2,54            | 1×5 SIL         | Нет       | U-FL connector           | Нет   | 14.2 × 14.2   |                                                                                         |
| ESP-06   | 11              | -               | 4×3 dice        | Нет       | None                     | Да    | 14.2 × 14.7   | Not FCC approved                                                                        |
| ESP-07   | 14              | 2,0             | 2×8 castellated | Да        | Ceramic + U-FL connector | Да    | 20.0 × 16.0   | Not FCC approved                                                                        |
| ESP-08   | 10              | 2,0             | 2×7 castellated | Нет       | None                     | Да    | 17.0 × 16.0   | Not FCC approved                                                                        |
| ESP-09   | 10              | -               | 4×3 dice        | Нет       | None                     | Нет   | 10.0 × 10.0   |                                                                                         |
| ESP-10   | 3               | 2,54            | 1×5 castellated | Нет       | None                     | Нет   | 14.2 × 10.0   |                                                                                         |
| ESP-11   | 6               | 1,27            | 1×8 castellated | Нет       | Ceramic                  | Нет   | 17.3 × 12.1   |                                                                                         |
| ESP-12   | 14              | 2,0             | 2×8 castellated | Да        | PCB trace                | Да    | 24.0 × 16.0   | FCC and CE approved                                                                     |
| ESP-12-E | 20              | 2,0             | 2×8 castellated | Да        | PCB trace                | Да    | 24.0 × 16.0   |                                                                                         |
| ESP-12-F | 20              | 2,0             | 2×8 castellated | Да        | PCB trace                | Да    | 24.0 × 16.0   | FCC and CE approved. Improved antenna performance. 4MB Flash                            |
| ESP-13   | 16              | 0,8             | 2×9 castellated | Нет       | PCB trace                | Да    | W18.0 x L20.0 | Marked as ″FCC″. Shielded module is placed sideways, as compared to the ESP-12 modules. |

В таблице SIL и DIL обозначает смонтированные штыревые линейки. Castellated — металлизация по краю платы под поверхностный монтаж модуля. Dice — контактные площадки под модулем, монтаж в стиле BGA корпусов.
| Название                         | Доступные порты | Шаг выводов, мм | Разъем                 | Индикация | Антенна                 | Экран | Размеры, мм | Примечания                  |
| -------------------------------- | --------------- | --------------- | ---------------------- | --------- | ----------------------- | ----- | ----------- | --------------------------- |
| Olimex MOD-WIFI-ESP8266          | 2               | 2,54            | UEXT module            | Да        | PCB trace               | Нет   | Неизвестно  |                             |
| Olimex MOD-WIFI-ESP8266-DEV      | 20              | 2,54            | 2×11 DIL + castellated | Да        | PCB trace               | Нет   | Неизвестно  |                             |
| Espressif Espressif WROOM-02     | 18              | 2,54            | 2×9 DIL                | Нет       | PCB trace               | Да    | 18 × 29     | FCC approved                |
| SparkFun ESP8266 Thing WRL-13231 | 12              | 2,54            | 2×10 DIL               | Да        | PCB trace + U.FL socket | Нет   | 58 x 26     | USB, Li-ion battery charger |
| In-Circuit ESP-ADC               | 18              | 2,54            | 2x9 DIL                | Нет       | U.FL socket             | Нет   | 22.9 x 14.9 | ESP8266EX                   |

## Аналогичные решения
Практически синхронно с ESP8266 появилась целая линейка аналогичных решений других производителей. Все они используют двухкристальную архитектуру с памятью программ в SPI Flash.
- Китайская компания Nufront[англ.] освоила выпуск микроконтроллера NL6621[29][30]. Основные отличия — процессор Cortex-M3, ОЗУ данных и кэша 448кБ, большее количество портов ввода-вывода, радиочастотный тракт требует больше внешних компонентов. Корпус QFN64. Поставляется SDK на базе компилятора Keil, закрытых библиотек WiFi и открытых RTOS uC/OS и TCP/IP стека LwIP[31]. Инструментарий и библиотеки можно взять в официальном репозитории. Есть русскоязычный форум.
- Тайваньская MediaTek:
  - MT7681[32]. Корпус QFN40, требует относительно много пассивной обвязки.
  - MT7687[33]. Основной процессор Cortex M4 @ 192 MHz, 256kB RAM + 96 kB cache. Отдельный процессор обслуживает WiFi периферию.
- Texas Instruments CC3200. Ядро Cortex-M4 @ 80 MHz. Корпус QFN64. RAM 256kB[34].
- В 2016 году компания Realtek также представила свою линейку аналогичных решений: RTL8195[35], RTL8711, RTL8710[36]. Опоздание с выходом на рынок компания компенсировала очень низкими ценами при богатом наборе ресурсов на кристаллах. Имеются англоязычный и русскоязычный (недоступная ссылка) форумы.
- Другие решения: AI6060H[37].

## Забавные факты
Энтузиасты сделали на интерфейсе I2S микросхемы ESP8266 телевизионный передатчик с модулятором для третьего телевизионного канала. Это не потребовало никакой дополнительной аппаратной обвязки кроме передающей антенны. При этом полностью сохранена Wi-Fi функциональность.